# Fußball-Asienmeisterschaft 2024/Gruppe F
| Pl. | Land          | Sp. | S | U | N | Tore    | Diff. | Punkte |
| --- | ------------- | --- | - | - | - | ------- | ----- | ------ |
| 1.  | Saudi-Arabien | 3   | 2 | 1 | 0 | 004:100 | +3    | 07     |
| 2.  | Thailand      | 3   | 1 | 2 | 0 | 002:000 | +2    | 05     |
| 3.  | Oman          | 3   | 0 | 2 | 1 | 002:300 | −1    | 02     |
| 4.  | Kirgisistan   | 3   | 0 | 1 | 2 | 001:500 | −4    | 01     |

Die Gruppe F der Fußball-Asienmeisterschaft 2024 war eine der sechs Gruppen des Turniers. Die ersten beiden Spiele wurden am 16. Januar 2024 ausgetragen, der letzte Spieltag fand am 25. Januar 2024 statt. Die Gruppe bestand aus den Nationalmannschaften aus Saudi-Arabien, dem Oman, Kirgisistan und Thailand.

## Thailand – Kirgisistan 2:0 (1:0)
| Thailand                                                                        | Thailand | Kirgisistan | Kirgisistan |
| ------------------------------------------------------------------------------- | --- | --- | ----------- |
| Thailand                                                                        | \| 1. Spieltag \| \| 16. Januar 2024 um 17:30 Uhr (15:30 MEZ) in Doha (Abdullah bin Khalifa Stadium) \| \| Zuschauer: 4.530 \| \| Schiedsrichter: Shaun Evans ( Australien) \| \| Spielbericht \| | \| 1. Spieltag \| \| 16. Januar 2024 um 17:30 Uhr (15:30 MEZ) in Doha (Abdullah bin Khalifa Stadium) \| \| Zuschauer: 4.530 \| \| Schiedsrichter: Shaun Evans ( Australien) \| \| Spielbericht \| | Kirgisistan |
| Thailand                                                                        | Patiwat Khammai – Nicholas Mickelson, Elias Dolah, Pansa Hemviboon, Theerathon Bunmathan – Peeradon Chamratsamee (46. Sarach Yooyen), Weerathep Pomphan, Suphanat Mueanta (69. Jaroensak Wonggorn), Supachok Sarachat (88. Worachit Kanitsribumphen), Bordin Phala (69. Pathompol Charoenrattanapirom) – Supachai Chaided (78. Teerasak Poeiphimai) Cheftrainer: Masatada Ishii ( Japan) | Erdschan Tokotajew – Kairat Schyrgalbek Uulu, Tamirlan Kosubajew , Aisar Akmatow (75. Sujuntbek Mamyralijew), Bekdschan Sagynbajew – Kai Merk (54. Christijan Brausman), Odildschon Abdurachmanow, Baktyjar Duischobekow (46. Farchat Mussabekow), Güldschigit Alykulow (69. Beknas Almasbekow) – Joel Kojo (69. Ernist Batyrkanow), Kimi Merk Cheftrainer: Štefan Tarkovič ( Slowakei) | Kirgisistan |
| Thailand                                                                        | 1:0 Chaided (26.) 2:0 Chaided (48.) | | Kirgisistan |
| Thailand                                                                        | Bunmathan (8.), Mickelson (81.), Wonggorn (90.+7') | Alykulow (21.), Batyrkanow (90.+3') | Kirgisistan |
| 1. Spieltag                                                                     | | |             |
| 16. Januar 2024 um 17:30 Uhr (15:30 MEZ) in Doha (Abdullah bin Khalifa Stadium) | | |             |
| Zuschauer: 4.530                                                                | | |             |
| Schiedsrichter: Shaun Evans ( Australien)                                       | | |             |
| Spielbericht                                                                    | | |             |

## Saudi-Arabien – Oman 2:1 (0:1)
| Saudi-Arabien                                                                         | Saudi-Arabien | Oman | Oman |
| ------------------------------------------------------------------------------------- | --- | --- | ---- |
| Saudi-Arabien                                                                         | \| 1. Spieltag \| \| 16. Januar 2024 um 20:30 Uhr (18:30 MEZ) in ar-Rayyan (Khalifa International Stadium) \| \| Zuschauer: 41.987 \| \| Schiedsrichter: Adham Makhadmeh ( Jordanien) \| \| Spielbericht \| | \| 1. Spieltag \| \| 16. Januar 2024 um 20:30 Uhr (18:30 MEZ) in ar-Rayyan (Khalifa International Stadium) \| \| Zuschauer: 41.987 \| \| Schiedsrichter: Adham Makhadmeh ( Jordanien) \| \| Spielbericht \| | Oman |
| Saudi-Arabien                                                                         | Ahmed al-Kassar – Hassan al-Tambakti, Ali Lajami, Ali al-Bulaihi – Saud Abdulhamid, Abdullah al-Khaibari (75. Mukhtar Ali), Sami al-Najei (63. Abdullah Radif), Mohamed Kanno (83. Faisal al-Ghamdi), Nasser al-Dawsari – Saleh al-Shehri (75. Abdulrahman Ghareeb), Salem al-Dawsari (83. Firas al-Buraikan) Cheftrainer: Roberto Mancini ( Italien) | Ibrahim al-Mukhaini – Arshad al-Alawi, Khalid al-Braiki, Ahmed al-Khamisi, Ahmed al-Kaabi – Harib al-Saadi , Jameel al-Yahmadi, Abdullah Fawaz (73. Tameem al-Balushi, 87. Ali al-Busaidi), Salaah al-Yahyaei (78. Fahmi Durbin) – Issam al-Sabhi (46. Mataz Saleh), Muhsen al-Ghassani (73. Abdulrahman al-Mushaifri) Cheftrainer: Branko Ivanković ( Kroatien) | Oman |
| Saudi-Arabien                                                                         | 1:1 Ghareeb (78.) 2:1 al-Bulaihi (90.+6') | 0:1 al-Yahyaei (14., Foulelfmeter) | Oman |
| Saudi-Arabien                                                                         | al-Tambakti (13.) | | Oman |
| 1. Spieltag                                                                           | | |      |
| 16. Januar 2024 um 20:30 Uhr (18:30 MEZ) in ar-Rayyan (Khalifa International Stadium) | | |      |
| Zuschauer: 41.987                                                                     | | |      |
| Schiedsrichter: Adham Makhadmeh ( Jordanien)                                          | | |      |
| Spielbericht                                                                          | | |      |

## Oman – Thailand 0:0
| Oman                                                                            | Oman | Thailand | Thailand |
| ------------------------------------------------------------------------------- | --- | --- | -------- |
| Oman                                                                            | \| 2. Spieltag \| \| 21. Januar 2024 um 17:30 Uhr (15:30 MEZ) in Doha (Abdullah bin Khalifa Stadium) \| \| Zuschauer: 6.340 \| \| Schiedsrichter: Mooud Bonyadifard ( Iran) \| \| Spielbericht \| | \| 2. Spieltag \| \| 21. Januar 2024 um 17:30 Uhr (15:30 MEZ) in Doha (Abdullah bin Khalifa Stadium) \| \| Zuschauer: 6.340 \| \| Schiedsrichter: Mooud Bonyadifard ( Iran) \| \| Spielbericht \| | Thailand |
| Oman                                                                            | Ibrahim al-Mukhaini – Arshad al-Alawi (67. Abdulrahman al-Mushaifri), Khalid al-Braiki, Ahmed al-Khamisi, Ahmed al-Kaabi – Harib al-Saadi , Jameel al-Yahmadi, Abdullah Fawaz (67. Zahir al-Aghbari), Salaah al-Yahyaei – Issam al-Sabhi (81. Omar al-Malki), Muhsen al-Ghassani (90. Abdullah al-Mushaifri) Cheftrainer: Branko Ivanković ( Kroatien) | Patiwat Khammai – Nicholas Mickelson, Elias Dolah, Pansa Hemviboon, Theerathon Bunmathan – Peeradon Chamratsamee (90. Sarach Yooyen), Weerathep Pomphan (86. Suphanan Bureerat), Suphanat Mueanta (86. Pathompol Charoenrattanapirom), Supachok Sarachat, Bordin Phala (71. Jaroensak Wonggorn) – Supachai Chaided Cheftrainer: Masatada Ishii ( Japan) | Thailand |
| Oman                                                                            | Bunmathan (57.) | | Thailand |
| 2. Spieltag                                                                     | | |          |
| 21. Januar 2024 um 17:30 Uhr (15:30 MEZ) in Doha (Abdullah bin Khalifa Stadium) | | |          |
| Zuschauer: 6.340                                                                | | |          |
| Schiedsrichter: Mooud Bonyadifard ( Iran)                                       | | |          |
| Spielbericht                                                                    | | |          |

## Kirgisistan – Saudi-Arabien 0:2 (0:1)
| Kirgisistan                                                                   | Kirgisistan | Saudi-Arabien | Saudi-Arabien |
| ----------------------------------------------------------------------------- | --- | --- | ------------- |
| Kirgisistan                                                                   | \| 2. Spieltag \| \| 21. Januar 2024 um 20:30 Uhr (18:30 MEZ) in ar-Rayyan (Ahmed bin Ali Stadium) \| \| Zuschauer: 39.557 \| \| Schiedsrichter: Jumpei Iida ( Japan) \| \| Spielbericht \| | \| 2. Spieltag \| \| 21. Januar 2024 um 20:30 Uhr (18:30 MEZ) in ar-Rayyan (Ahmed bin Ali Stadium) \| \| Zuschauer: 39.557 \| \| Schiedsrichter: Jumpei Iida ( Japan) \| \| Spielbericht \| | Saudi-Arabien |
| Kirgisistan                                                                   | Erdschan Tokotajew – Alexander Mischtschenko, Christijan Brausman, Aisar Akmatow, Tamirlan Kosubajew , Bekdschan Sagynbajew (87. Amantur Schamursajew) – Kairat Schyrgalbek Uulu (73. Kai Merk), Odildschon Abdurachmanow (73. Adil Kadyrdschanow), Kimi Merk, Güldschigit Alykulow (64. Nurdoolot Stalbekow) – Ernist Batyrkanow (64. Baktyjar Duischobekow) Cheftrainer: Štefan Tarkovič ( Slowakei) | Ahmed al-Kassar – Hassan al-Tambakti (54. Saleh al-Shehri), Ali Lajami, Ali al-Bulaihi – Saud Abdulhamid, Sami al-Najei (64. Abdullah Radif), Abdulellah al-Malki (77. Mukhtar Ali), Mohamed Kanno, Mohammed al-Breik – Firas al-Buraikan (77. Faisal al-Ghamdi), Salem al-Dawsari (64. Abdulrahman Ghareeb) Cheftrainer: Roberto Mancini ( Italien) | Saudi-Arabien |
| Kirgisistan                                                                   | 0:1 Kanno (35.) 0:2 al-Ghamdi (84.) | | Saudi-Arabien |
| Kirgisistan                                                                   | Brausman (22.), Mischtschenko (42.) | al-Shehri (63.) | Saudi-Arabien |
| Kirgisistan                                                                   | Akmatow (9.), Ki. Merk (52.) | | Saudi-Arabien |
| 2. Spieltag                                                                   | | |               |
| 21. Januar 2024 um 20:30 Uhr (18:30 MEZ) in ar-Rayyan (Ahmed bin Ali Stadium) | | |               |
| Zuschauer: 39.557                                                             | | |               |
| Schiedsrichter: Jumpei Iida ( Japan)                                          | | |               |
| Spielbericht                                                                  | | |               |

## Saudi-Arabien – Thailand 0:0
| Saudi-Arabien                                                                  | Saudi-Arabien | Thailand | Thailand |
| ------------------------------------------------------------------------------ | --- | --- | -------- |
| Saudi-Arabien                                                                  | \| 3. Spieltag \| \| 25. Januar 2024 um 18:00 Uhr (16:00 MEZ) in ar-Rayyan (Education City Stadium) \| \| Zuschauer: 38.773 \| \| Schiedsrichter: Kim Hee-gon ( Südkorea) \| \| Spielbericht \| | \| 3. Spieltag \| \| 25. Januar 2024 um 18:00 Uhr (16:00 MEZ) in ar-Rayyan (Education City Stadium) \| \| Zuschauer: 38.773 \| \| Schiedsrichter: Kim Hee-gon ( Südkorea) \| \| Spielbericht \| | Thailand |
| Saudi-Arabien                                                                  | Raghed Najjar – Fawaz al-Sqoor (79. Mohamed Kanno), Abdullah al-Khaibari, Awn al-Saluli, Ali al-Bulaihi, Hassan Kadesh (64. Nasser al-Dawsari) – Faisal al-Ghamdi (64. Mohammed al-Breik), Mukhtar Ali (87. Saleh al-Shehri), Salem al-Dawsari – Abdullah Radif (64. Talal Haji), Abdulrahman Ghareeb Cheftrainer: Roberto Mancini ( Italien) | Saranon Anuin – Suphanan Bureerat, Suphan Thongsong, Jakkapan Praisuwan, Santiphap Channgom – Kritsada Kaman (65. Weerathep Pomphan), Sarach Yooyen , Jaroensak Wonggorn (88. Rungrath Poomchantuek), Worachit Kanitsribumphen (74. Peeradon Chamratsamee), Pathompol Charoenrattanapirom (88. Channarong Promsrikaew) – Teerasak Poeiphimai (74. Supachai Chaided) Cheftrainer: Masatada Ishii ( Japan) | Thailand |
| Saudi-Arabien                                                                  | Ghareeb (35.) | | Thailand |
| Saudi-Arabien                                                                  | Anuin hält Foulelfmeter von Radif (12.) | | Thailand |
| 3. Spieltag                                                                    | | |          |
| 25. Januar 2024 um 18:00 Uhr (16:00 MEZ) in ar-Rayyan (Education City Stadium) | | |          |
| Zuschauer: 38.773                                                              | | |          |
| Schiedsrichter: Kim Hee-gon ( Südkorea)                                        | | |          |
| Spielbericht                                                                   | | |          |

## Kirgisistan – Oman 1:1 (0:1)
| Kirgisistan                                                                     | Kirgisistan | Oman | Oman |
| ------------------------------------------------------------------------------- | --- | --- | ---- |
| Kirgisistan                                                                     | \| 3. Spieltag \| \| 25. Januar 2024 um 18:00 Uhr (16:00 MEZ) in Doha (Abdullah bin Khalifa Stadium) \| \| Zuschauer: 6.231 \| \| Schiedsrichter: Ahmad al-Ali ( Kuwait) \| \| Spielbericht \| | \| 3. Spieltag \| \| 25. Januar 2024 um 18:00 Uhr (16:00 MEZ) in Doha (Abdullah bin Khalifa Stadium) \| \| Zuschauer: 6.231 \| \| Schiedsrichter: Ahmad al-Ali ( Kuwait) \| \| Spielbericht \| | Oman |
| Kirgisistan                                                                     | Erdschan Tokotajew – Alexander Mischtschenko (88. Amantur Schamursajew), Christijan Brausman, Tamirlan Kosubajew , Baktyjar Duischobekow, Sujuntbek Mamyralijew (46. Kai Merk) – Ernist Batyrkanow (90.+1' Nurdoolot Stalbekow), Odildschon Abdurachmanow, Farchat Mussabekow (88. Adil Kadyrdschanow), Güldschigit Alykulow (46. Beknas Almasbekow) – Joel Kojo Cheftrainer: Štefan Tarkovič ( Slowakei) | Ibrahim al-Mukhaini – Arshad al-Alawi (89. Abdullah al-Mushaifri), Khalid al-Braiki, Ahmed al-Khamisi (31. Fahmi Durbin), Ahmed al-Kaabi – Jameel al-Yahmadi, Harib al-Saadi , Abdullah Fawaz (67. Issam al-Sabhi), Salaah al-Yahyaei – Abdulrahman al-Mushaifri, Muhsen al-Ghassani (67. Zahir al-Aghbari) Cheftrainer: Branko Ivanković ( Kroatien) | Oman |
| Kirgisistan                                                                     | 1:1 Kojo (80.) | 0:1 al-Ghassani (8.) | Oman |
| Kirgisistan                                                                     | Alykulow (43.), Almasbekow (78.) | al-Khamisi (4.), al-Yahmadi (90.+2') | Oman |
| 3. Spieltag                                                                     | | |      |
| 25. Januar 2024 um 18:00 Uhr (16:00 MEZ) in Doha (Abdullah bin Khalifa Stadium) | | |      |
| Zuschauer: 6.231                                                                | | |      |
| Schiedsrichter: Ahmad al-Ali ( Kuwait)                                          | | |      |
| Spielbericht                                                                    | | |      |